# Valeria viola
Valeria viola là một loài bướm đêm trong họ Noctuidae.